# Drakentoren

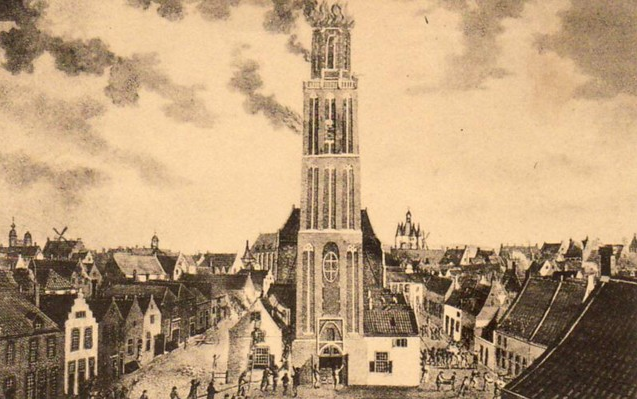
Deze afbeelding verbeeldt de brand van 1815 in de Peperbus gezien vanaf de Drakentoren.

De Drakentoren (eerder ook Stockemanstoren) was een toren in de stadsmuur van Zwolle. Deze toren was te vinden in de Korte Kamperstraat 24. De Drakentoren stond recht tegenover de toren (Peperbus) van de Onze-Lieve-Vrouw-ten-Hemelopneming Basiliek. Er is een prent waarop de Peperbus in 1815 in de brand staat. Deze prent is gemaakt vanuit de Drakentoren.
De toren werd in 1409 gebouwd en een paar eeuwen later, in 1853, gesloopt. 

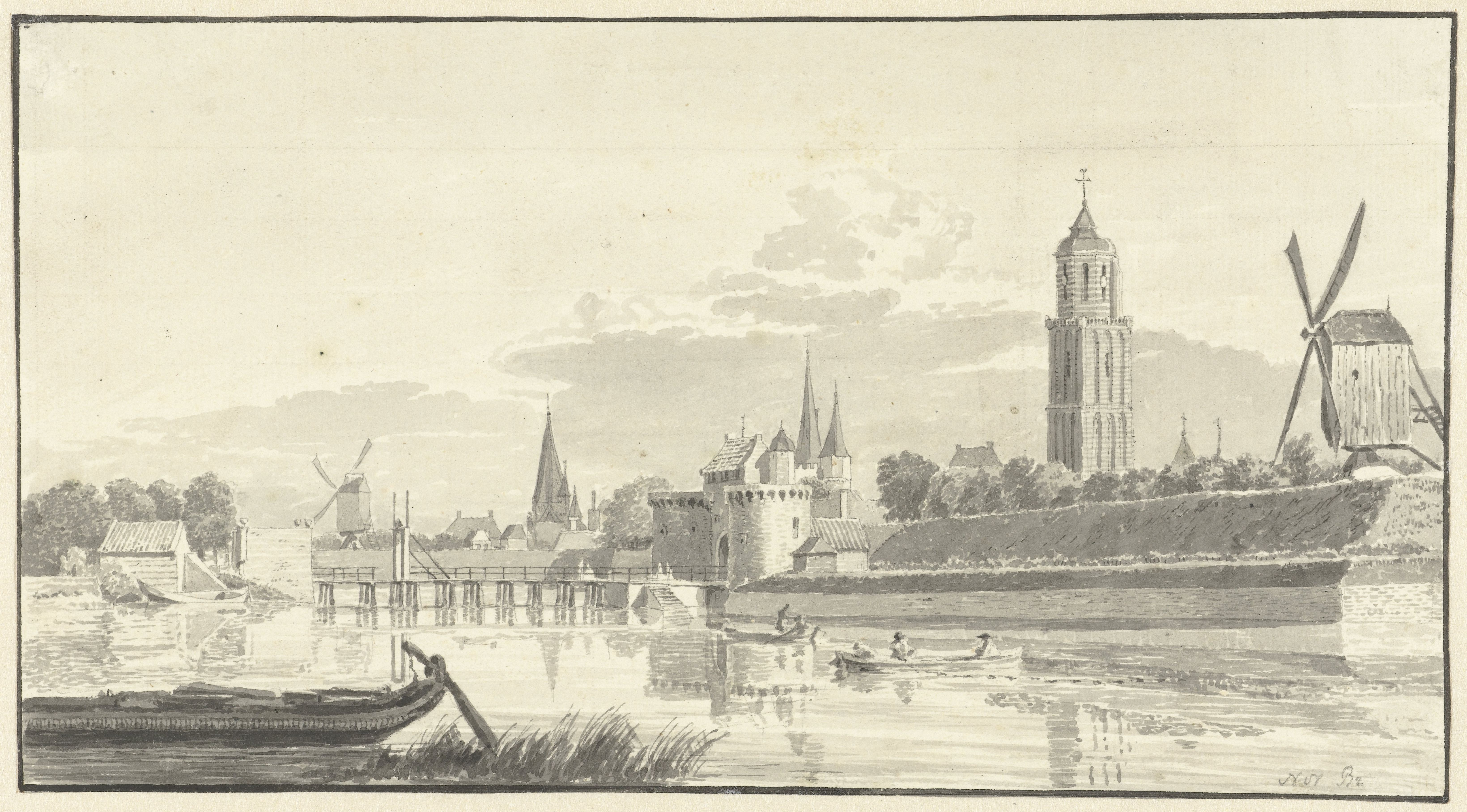
Direct achter de Kamperpoort is het puntige dak van de Drakentoren zichtbaar

In het boek "Historische wandelingen in en om Zwolle" uit 1910 wordt de Drakentoren genoemd: 
"Vermoedelijk droeg de toren dien vreemden naam, omdat een koperen draak hierop den dienst van weerhaan verrichtte; ’t kan ook zijn dat die draak een gevolg was van den naam."— W.A. Elbert (1910), "Historische wandelingen in en om Zwolle"